# Mother Earth (singolo Within Temptation)
Mother Earth è il quarto singolo della band olandese Within Temptation, edito nel 2003 ed estratto dall'omonimo album.

Per questo singolo è stato girato un videoclip dove Sharon den Adel impersona la stessa Madre Natura vagante in mezzo paesaggi naturali.

## Tracce
1. Mother Earth – 4:02
2. Jane Doe[2] – 4:30
3. Ice Queen (Live Acoustic Version) – 3:47
4. Never-ending Story (live Acoustic Version) – 4:16
5. Mother Earth (Live @ Lowlands) – 5:32

DVD Side:
1. Mother Earth (Live @ Pukkelpop)
2. Ice Queen (Live @ Lowlands)
3. Videoclip Mother Earth
4. Videoclip Ice Queen
5. Videoclip Never-ending Story

## Limited DVD Single
L'edizione Mother Earth Limited DVD Single (2002) è stata pubblicata solo in Francia. Essa contiene quattro tracce video del concerto Tour de France tenuto dai Within Temptation nel 2002.
1. Mother Earth
2. Ice Queen
3. Restless
4. Caged